# 投充
投充（穆麟德轉寫：gūsade dosika irgen i usin），是指清兵入關後，一度允許八旗官兵搶掠漢人百姓，並以之為奴隸的政令，學者紀連海、閻崇年稱之為清初六大弊政之一。
投充是圈地的後續，由於直隸畿辅地区大量土地被圈占，必須有大量的人力耕作；順治二年（1645年）春，攝政王多爾袞頒布投充法，允許八旗官民招收貧民屯墾，成為近似佃農與歐洲農奴性質的農戶。但許多圈地後的原有農民也因家產被奪占，只好“帶地投充”，帶地投充者僅需交租稅，若無土地則負擔較大。同時出現旗人士兵強逼漢人的“满洲威逼投充”，或大地主為維持對土地持有與使用權而主動帶地投充的情況。
顺治二年四月，朝廷發現此情形後上谕：「前听民人投充旗下为奴者，原为贫民衣食开生路也。……今闻有满洲威逼投充者。又有愚民惑于土贼奸细分民屠民之言，辄尔轻信，妄行投充者。」並申斥違法的投充、強逼投充。投充造成逃人的問題，於是產生了逃人法。
「此事起於墨勒根王許各旗收投貧民，為役使之用。嗣後有身家土地者，一概投充，遂有積奸無賴，或恐圈地而寧以地投，或本無地而暗以他人之地投，甚且帶投之地有限而恃強霸佔之弊百端出矣。借旗為惡，橫行害人。所投之主原不盡知，但聽投充之口，護庇容縱，以致    御狀鼓狀通狀紛爭無已，獄訟繁興。且投充之後自命滿州，同為一旗之人併不敢問所行何事，而地方有司明知民冤，亦併不敢伸    朝廷之一法。是投充旗下，即為法度不能加之人矣。    朝廷設官以治百姓，反不如旗下之私人，是投充之人重於    朝廷之命官。    朝廷亦何利於此輩，而養奸貽禍，使一統之時無畫一之政令耶？」。
投充政策造成了社會動亂，以致上諭指出「以致民以不靖」，要求取締違法旗人。康熙帝亲政后下詔禁止圈地和投充、裁撤督捕衙门。不过仍存在零星的投充，直到乾隆四年（1739年）再度嚴禁，规定“禁止汉人带地投充旗下为奴，违者治罪”。